# Najstarsza synagoga w Baranowie Sandomierskim
Najstarsza synagoga w Baranowie Sandomierskim – nieistniejąca obecnie synagoga w Baranowie Sandomierskim, powstała w 1727 r. przez przeznaczenie jednego z domów mieszkalnych znajdujących się przy miejskim rynku na cele sakralne. Została zlikwidowana w 1742 r. w związku ze wzniesieniem budynku synagogi od początku przeznaczonego do takiej funkcji.